# Люботен

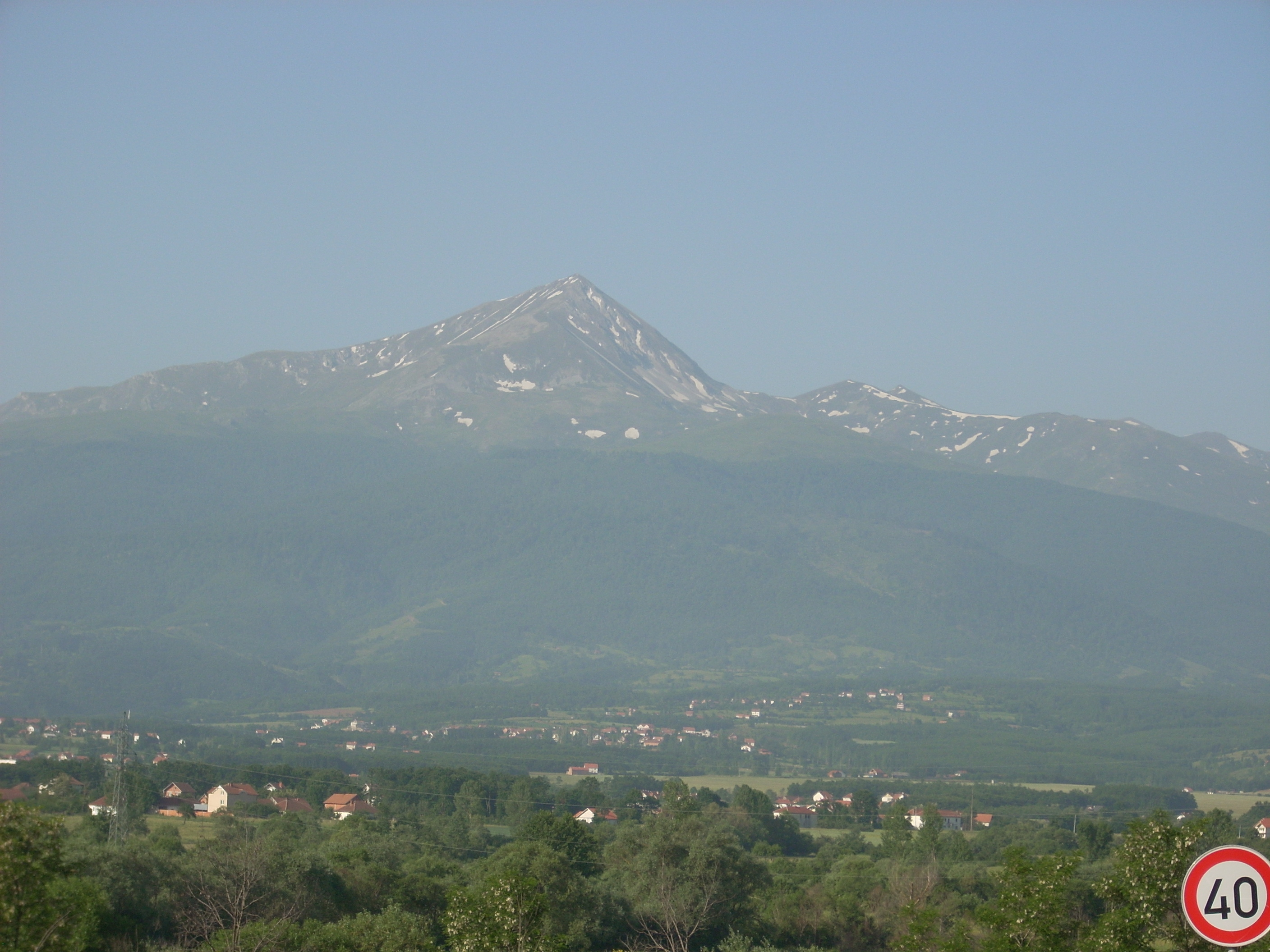
Вид на Люботен з Косово

Люботен — гірська вершина хребта Шар-Планина, розташована на кордоні між Республікою Македонія та частково визнаною Республіою Косово. Її абсолютна висота становить 2498 м.
Гора Люботен має пірамідальну форму і є однією з наймальовничіших вершин хребта Шар-Планина. Вона розташована в східній частині гір Шар-Планина і є найвищою вершиною масиву. Однак, оскільки вона стоїть дещо ізольовано від решти частини гірського хребта, Люботен домінує над навколишнім ландшафтом. Гору добре видно з великих відстаней, наприклад зі Скоп'є і з Приштини.
На території частково визнаної Республіки Косово знаходиться основна частина гори: північний, північно-західний і південно-східний схили. На македонській території розташований південний схил. У північного підніжжя гори проходить долина річки Лепенец, на півдні — долина річки Вардар. Східні і південно-східні схили вкриті густим лісом. Вище лісової зони розташовані альпійські луки, які використовуються як пасовища для тварин. На захід від вершини розташоване льодовикове озеро Лівадіци.
Гора складена мезозойськими породами (переважно вапняк). Численні вапнякові осипи і кам'янисті ділянки, покриті характерною для таких місць рослинністю. На схилах гори можна зустріти рослину Sideritis scardica. На вапнякових ділянках поблизу піку росте рідкісна фіалка Viola grisebachiana.
Люботен є улюбленим місцем у багатьох альпіністів з Європи. На македонському схилі розташована хатина «Люботен», до якої веде дорога з села Вратниця (час у дорозі становить близько 2-ох годин). Хатина відкрита для відвідувачів з травня по листопад.
За однією з версій, на гербі Республіки Македонії зображена саме гора Люботен. На честь гори отримав назву футбольний клуб Люботен з македонського міста Тетово.